# Chimarra rhamphodes
Chimarra rhamphodes är en nattsländeart som beskrevs av Roger J. Blahnik 1998. Chimarra rhamphodes ingår i släktet Chimarra och familjen stengömmenattsländor. Inga underarter finns listade i Catalogue of Life.